# Order of Merit
Az Order of Merit Nagy-Britanniában adományozott rendjel, amelyet olyan személyeknek ítélnek, akik katonai szolgálat, tudományos tevékenység, művészeti tevékenység vagy a kultúra támogatása során kimagasló eredményeket mutattak fel.  VII. Eduárd brit király alapította 1902-ben. A rendbe való belépés eredetileg Eduárd király – jelenleg ükunokája III. Károly – szuverén döntésén alapul, tagjainak száma legfeljebb 24 élő személy lehet. Az Order of Merit címzettjei a Brit Nemzetközösségből választódnak, rajtuk kívül korlátozott számú tiszteletbeli tag is sorolható a rendbe. A cím birtokosai jogosultak nevük után a rangot jelölő rövidítés, OM, használatára, valamint a medál viselésére, melyhez tartozó szalag kék és skarlátvörös.

## Története

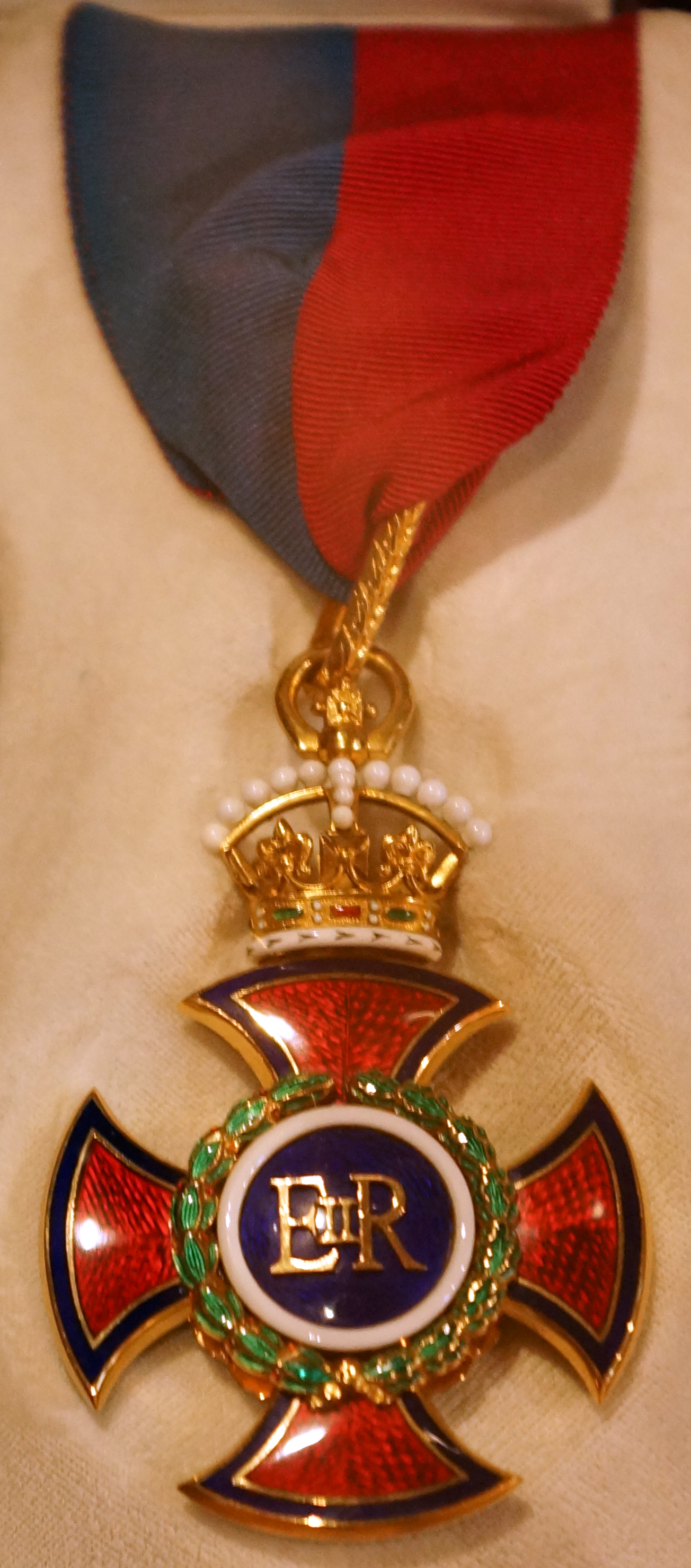
A medál hátlapja, amelyet az adományozó aktuális brit uralkodó névjele díszít, jelen esetben II. Erzsébeté, az E II R.

Az első említés az Order of Merit létrehozataláról a trafalgari csata után, 1805-ben William Pitt miniszterelnök és az admiralitás első lordja, Charles Middleton közötti levelezésben  történt, de az elgondolás nem realizálódott.
Később Viktória királynő férje, Albert herceg érdeklődött megalapítása iránt, Robert Peel akkori miniszterelnökkel tárgyalt erről, mely Albert herceg 1844. január 16-i naplófeljegyzéséből kitűnik, de elképzelése szintén nem vált valóra. Majd 1888 januárjában Lord Salisbury, akkori brit miniszterelnök vázolta fel Viktória királynőnek elképzelését. Ekkor az Order of Merit két ága született volna meg, egy tudományos és egy művészeti (Order of Scientific Merit for Knights of Merit in Science, és az Order of Artistic Merit for Knights of Merit in Art), de Sir Frederic Leighton, a Királyi Művészeti Akadémia akkori elnöke a kiválasztási szempontok miatt ellenezte a tervezetet.

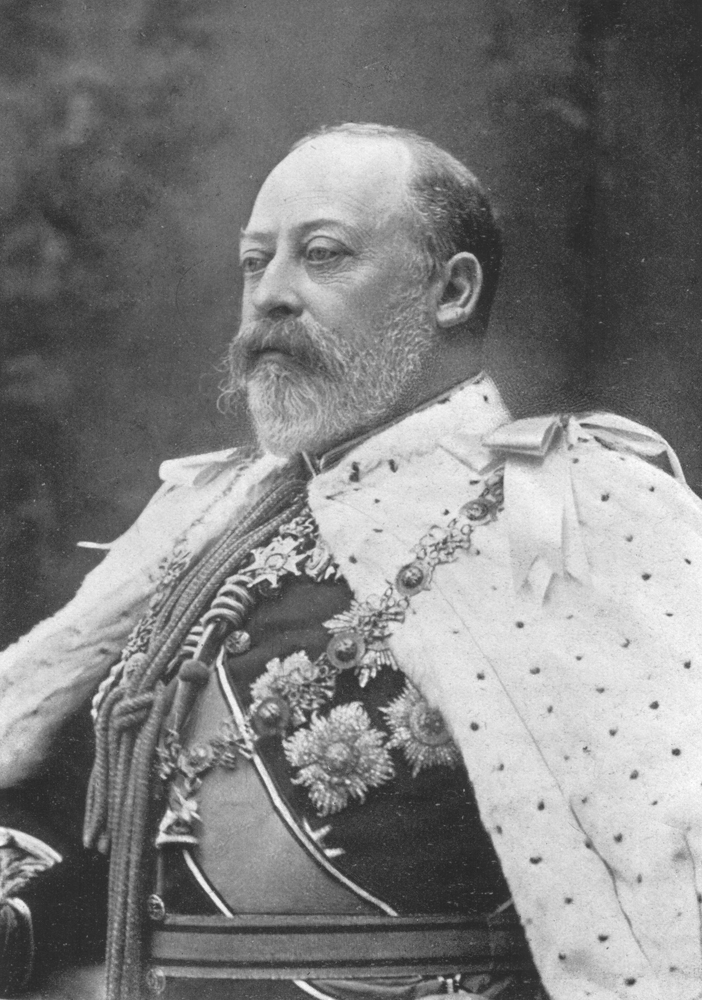
VII. Edward brit király az Order of Merit alapítója

Az Order of Meritet ténylegesen végül Viktória királynő fia, VII. Edward alapította 1902 június 26-án, az eredetileg tervezett koronázási napján,   katonai (haditengerészet és hadsereg) valamint a művészet, irodalom vagy a tudományos fejlődés terén kifejtett kiváló teljesítmény elismerésére. Odaítélése jelenleg is ennek szellemében történik.
Az 1931-ben elfogadott törvény megszületése óta, azaz az 1931-es westminsteri statútum óta, mely a Brit Birodalom domíniumai és az Egyesült Királyság közötti törvényhozási egyenlőséget kinyilvánította, az Order of Merit odaítélése ezen országok felé is nyitott.
Az első női díjazott Florence Nightingale volt (1907), megalapítása óta rajta kívül további női díjazottak is voltak, köztük Dorothy Crowfoot Hodgkin Nobel-díjas brit kémikus, akinek 1965-ben ítélték oda a díjat.  Ugyanakkor többen visszautasították a címet, köztük Rudyard Kipling, George Bernard Shaw és az angol tudós, A. E. Housman. Mostanáig Fülöp herceg legfiatalabbként, 47 éves korában lett a cím birtokosa 1968-ban, ekkor II. Erzsébet királynő adományozta neki a kitüntetést.
Az Order of Merit kitüntetettjei nevük után használhatják a rangot jelölő rövidítést, az OM címet.

## Tiszteletbeli tagok
A tiszteletbeli tagok kiválasztásánál a nemzeti szempontok nem számítanak, ugyanakkor Nelson Mandela 2013. decemberében bekövetkezett halála óta az Order of Meritnek nincs tiszteletbeli tagja.